# Eraric
Eraric (mort l'any 541) va ser rei dels Ostrogots assentats a Itàlia.
D'origen rugi, era un dels personatges més distingits de la confederació dels ostrogots, i va ser escollit rei després de la mort d'Ildibad, però el seu regnat va ser breu. Va convocar un consell per convèncer la confederació de signar una aliança amb l'emperador Justinià I, però els ostrogots no confiaven en ell i sospitaven que ja havia pactat amb l'Imperi Romà d'Orient, amb qui estaven en guerra pel control de la península Itàlica. Així, nobles i capitosts gots van oferir el tron a Tòtila, nebot d'Ildibad, i quan aquest va acceptar el càrrec, Eraric va morir assassinat. Va regnar sis mesos.